# Cuts Like a Knife (single)
Cuts Like a Knife is een nummer van de Canadese zanger Bryan Adams uit 1983. Het is de tweede single van zijn gelijknamige derde studioalbum.
De titel ontstond toen Adams aan het jammen was, en wat ideeën voor teksten mompelde. Hij luisterde het later terug en zijn tekst klonk als "Cuts Like a Knife", dus koos hij dat als titel. Het nummer bereikte de 12e positie in Adams' thuisland Canada. In Europa haalde de plaat de hitlijsten niet, daar brak hij twee jaar later pas door met Run to You. Desondanks geniet "Cuts Like a Knife" wel enige bekendheid in Europa.